# Armênia (região histórica)

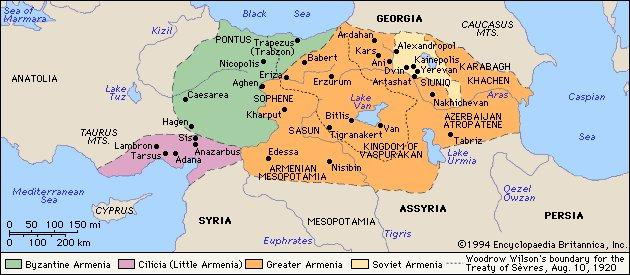
Armênia histórica, segundo a Enciclopédia Britânica. O território da Grande Armênia é destacado em laranja (sem levar em conta as conquistas externas), verde - Armênia Bizantina, ou Pequena Armênia, roxo - Armênia Cilícia, amarelo - República da Armênia.

Armênia, ou Armênia histórica (em armênio/arménio:  Պատմական Հայաստան), é uma região histórica e geográfica no norte da Ásia Ocidental. Ocupa territórios na Ásia Menor, nas Terras Altas da Armênia, incluindo parte da Transcaucásia. A Armênia é a área de formação histórica e residência do povo armênio. O centro político, cultural e econômico da Armênia histórica é o Vale do Ararat.
A moderna República da Armênia ocupa aproximadamente um décimo do território da Armênia histórica. De acordo com várias estimativas, a Armênia histórica ocupou um território de 290/300 a 360 mil quilômetros quadrados (excluindo conquistas externas).
Devido às circunstâncias históricas, a região é dividida em partes ocidentais (romanas (bizantino), turcas) e orientais (persas, caucasianas, russas). Ao longo da sua história, a região fez parte de um grande número de Estados e esteve apenas brevemente sob o controle de um governante.
Na maior parte, as fronteiras de toda a Armênia histórico-geográfica (ou seja, tanto ocidental como oriental) coincidem com as fronteiras totais e a área de três Estados históricos: a Grande Armênia, a Pequena Armênia e o Estado Armênio Cilício.
Além disso, as áreas do curso superior do Eufrates e as proximidades do Lago de Vã na Antiga Armênia foram a área de distribuição inicial dos curdos, onde viviam no território do reino armênio.